# Georg Naue
Georg Naue var en tysk sejler som deltog i de olympiske lege 1900 i Paris. 
Naue var med på den tyske båd Aschenbrödel ved legene i 1900. Reglerne krævede, at alle både, der skulle konkurrere i klasserne op til 10 tons, indledningsvis skulle deltage i en åben konkurrence, og her var Aschenbrödel med. Kun syv både gennemførte inden for tidsgrænsen, hvoraf to blev diskvalificeret. Den britiske båd Scotia vandt med to minutters forspring til Aschenbrödel, der blev nummer to, mens den franske båd Turquoise blev nummer tre, yderligere næsten fjorten minutter bagude.
Aschenbrödel stillede også op i klassen ½-1 tons og vandt denne klasses første løb, men blev efterfølgende diskvalificeret for at veje for meget. Tyskerne stillede derpå op i andet løb i klassen 1–2 ton og skubbede de forreste både fra denne klasses første sejlads en position ned, idet de vandt sejladsen foran den schweiziske båd Lérina og Marthe fra Frankrig. Mandskabet på Aschenbrödel var Paul Wiesner (styrmand), Heinrich Peters, Ottokar Weise og Georg Naue.